# Schabiha
Als Schabiha (arabisch شبّيحة, DMG šabbīḥa) oder auch Schabiha-Milizen werden die irregulären, bewaffneten Gruppen bezeichnet, die von den Cousins des syrischen Präsidenten Baschar al-Assad Fawaz al-Assad und Mundhir al-Assad geführt werden.

## Herkunft des Begriffs und Bedeutung
Zum Ursprung des Begriffs gibt es unterschiedliche Theorien. Eine Theorie leitet den Namen von dem arabischen Wort „schabh“ (arabisch شَبْح schabh, DMG šabḥ ‚Gespenst‘) ab, als Referenz zum verbreiteten umgangssprachlichen Spitznamen für ein oft von Gangstern gefahrenes Modell der Automarke Mercedes-Benz. Eine weitere Theorie leitet den Begriff von der Umschreibung körperlicher Gewalt im Sinne des Dehnens und Stoßens von Armen und Beinen her.
Der Begriff wird auch generell für Unterstützer des Assad-Regimes, zum Beispiel Milizionäre oder Informanten außerhalb der Gruppe der namensgebenden kriminellen Vereinigungen, breiter verwendet. Diese wurden mit dem arabischen Wort „schabh“ (arabisch شَبْح schabh, DMG šabḥ ‚Gespenst‘) belegt, was sich auch aus dem arabischen Verb 
„schabbah“ ableitet, was mit "herumgeistern" im Sinne von "herumspionieren" für das Asssad-Regime übersetzt werden kann.

## Ursprung
Die Schabiha formierten sich in den 1970er Jahren als Schmugglerbande in der Hafenstadt Latakia und ihrem Umland aus armen Alawiten. Durch die ethnische Verbindung mit der ebenfalls größtenteils alawitischen Elite Syriens genossen sie den Schutz des Regimes. Heute gehören zur Schabiha etwa 10.000 meist jüngere alawitische Männer, die aus den Gebirgsregionen Nordwestsyriens stammen, dem traditionellen Siedlungsgebiet der Alawiten.

## Rolle im Syrischen Bürgerkrieg
Als sich im Vorfeld des syrischen Bürgerkriegs die Demonstrationen vom peripheren Dar'a nach Nord- und Zentralsyrien ausbreiteten, begannen die Schabiha, sich an der Gewalt gegenüber den Demonstranten zu beteiligen. Erstmals traten sie in größerem Ausmaß in Erscheinung, als Anfang April 2011 Massenproteste in Baniyas stattfanden, einer Stadt, die im traditionellen Kerngebiet der Schabiha liegt.
Mit zunehmender Intensität des Konflikts wurden die Schabiha immer mehr zu einem Werkzeug des Assad-Regimes zur Niederschlagung des Aufstands. Die Miliz soll an der Verhaftung von Demonstranten beteiligt und für die Exekution von desertierten Soldaten verantwortlich sein. Ihnen wurde häufig nachgesagt die "Drecksarbeit" für das Assad-Regime zu erledigen.